# Celerena remutata
Celerena remutata är en fjärilsart som beskrevs av Louis Beethoven Prout 1913. Celerena remutata ingår i släktet Celerena och familjen mätare. Inga underarter finns listade i Catalogue of Life.